# Red chip dionice
Red chip dionice (pojednostavljeni kineski: 红筹股, tradicionalni kineski: 紅籌股);  („Crvene dionice“), naziv je za dionice tvrtki čije je sjedište unutar granica Narodne republike Kine, a svoja sjedišta imaju i izvan matične države te između ostalog kotiraju i na burzama u Hong Kongu. Tvorac ovog naziva je hongkonški ekonomist Alex Tang (1992. godine). Ime „crvene dionice“ simbolizira komunizam, a termin aludira na Blue chip dionice, također jedan od specifičnih naziva iz stručne terminologije vezane za tržišta vrijednosnih papira. 
Crvene dionice prati Hang Seng China-Affiliated Corporations Index (pojednostavljeni kineski: 恒生香港中资企业成分股; tradicionalni kineski: 恆生香港中資企業成份股), a broj dioničkih društava koja ga čine je 26. Kao primjer jedne od tih tvrtki te njihove gospodarske snage najbolje je navesti Lenovo Group, koji je poznati svjetski proizvođač prijenosnih računala i prateće opreme, a svoja sjedišta ima u tri države: Kini, SAD-u i Singapuru.